# Дженні Галліфрі Джоел Траут
Дженні Траут (англ. Jenny Gallifrey Joel Trout, при народженні Дженніфер Лінн Армінтраут — англ. Jennifer Lynne Armintrout; нар. 11 липня 1980) — американська письменниця, відома за серією міських фентезійних романів. Траут також публікує еротику під псевдонімом Ебігейл Барнетт.

## Рецепція
Сприйняття творчості Траут було змішаним або позитивним, а Romantic Times оцінило її роботи переважно чотирма зірками. Publishers Weekly позитивно відгукнувся про «Поворот», назвавши його «звивистою насолодою», але зазначивши, що хоча «Американський вампір» мав «незвичайну передумову, мало що відрізняє це від інших темних паранормальних романів».

### Серія «Кровні узи»
1. Поворот (2006)
2. Володіння (2007)
3. Попіл до попелу (2007)
4. Ніч усіх душ (2008)

### СеріяLightworld/Darkworld
1. Королева світла (2009)
2. Дитя темряви (2009)
3. Завіса тіней (2009)

### Серія «Бос» (Ебігейл Барнетт)
1. Бос (2013)
2. Подруга (2013)
3. Наречена (2014)
4. Зв'язання (2014)
5. Колишній (2014)
6. Дитина (2015)
7. Сестра (2017)
8. Хлопець (2018)
9. Софі (2021)

### Окремі романи
1. Американський вампір (2011)
2. Такий солодкий смуток (під псевдонімом: Jenny Trout) (2014)
3. Say Goodbye to Hollywood (під псевдонімом: Jenny Trout) (2017)
4. Where We Land (під псевдонімом: Abigail Barnette) (2019)